# Abazallı
Abazallı är en ort i Azerbajdzjan.   Den ligger i distriktet Cəlilabad Rayonu, i den sydöstra delen av landet, 180 kilometer sydväst om huvudstaden Baku. Abazallı ligger 107 meter över havet och antalet invånare är 771.
Terrängen runt Abazallı är platt åt nordost, men åt sydväst är den kuperad. Närmaste större samhälle är Dzhalilabad, 13,6 kilometer sydost om Abazallı.
Trakten runt Abazallı består till största delen av jordbruksmark. Runt Abazallı är det ganska tätbefolkat, med 104 invånare per kvadratkilometer.